# Amore+IVA
Amore+IVA è stato un programma televisivo italiano di genere varietà, condotto da Checco Zalone assieme a tre performers – Alice Grasso, Kristyna Kachtikova e Maurizio Bousso – accompagnati da quattro musicisti – Antonio Iammarino alle tastiere, Felice Di Turi alla batteria, Egidio Maggio alla chitarra e Pierpaolo Giandomenico al basso – è andato in onda di martedì in prima serata su Canale 5, il 14 novembre 2023 alle ore 21:30. È stato in seguito replicato più volte e on demand su Netflix.

## Il programma
La ripresa televisiva di «Amore + IVA» ripropone l'omonimo spettacolo teatrale di Checco Zalone, divertendo con imitazioni, parodie e canzoni umoristiche, tra cui l'inedita Sulla barca dell'oligarca.

## Critica
Aldo Grasso del Corriere della Sera in una recensione ha fatto comprendere che la comicità provocatoria di Zalone, oltre a presentare critiche sociali, riesce a far ridere anche coloro che pensano di essere al di sopra delle questioni trattate.

### Ascolti
| Puntata | Messa in onda    | Telespettatori | Share  |
| ------- | ---------------- | -------------- | ------ |
| 1       | 14 novembre 2023 | 3 480 000      | 19,20% |